# Bashir Badr
Bashir Badr (właśc. Syed Muhammad Bashir), ur. ? w ? - jest jednym z najbardziej znanych współczesnych poetów Indii piszących w języku urdu. Szczególnie cenione są jego gazele, w których zawarł wiele nowatorskich metafor. Uważa się powszechnie, że tworzy on nową poetykę tego języka. 
Poeta, będący teraz siedemdziesięciolatkiem, jest w pełni sił twórczych i należy do pięciu czołowych twórców zarówno Indii, jak i Pakistanu. Wiele dwuwierszy, z jego znakomitych gazeli, stało się idiomami w prywatnych rozmowach czy korespondencji. Twórca znany jest ze swego wyczulenia na sprawy społeczne. Potrafi wiernie oddać emocje i stany ducha współczesnego człowieka.